# Libby Lane
Elizabeth Jane Holden "Libby" Lane (Buckinghamshire, Anglaterra, 1966) és una sacerdotessa anglesa de l'Església d'Anglaterra, designada bisbe sufragània de Stockport el 17 de desembre de 2014 i consagrada el 26 de gener de 2015. És la primera dona nomenada bisbe per l'Església d'Anglaterra després que el Sínode General de l'Església d'Anglaterra votés el juliol de 2014 permetre que les dones esdevinguessin bisbes.
Lane va créixer a Glossop, Derbyshire, tot i que no hi va néixer. Es va graduar en arts (Bachelor of Arts)i després va ser o Master of Arts (MA). Va ser preparada clericalment al Cranmer Hall, Universitat de Durham.
Lane va ser ordenada primer com a diaca i després com sacerdot anglicà el 1994. Lane està casada amb el reverend George Lane, que també és sacerdot. Tenen dos fills.